# João (cubiculário)

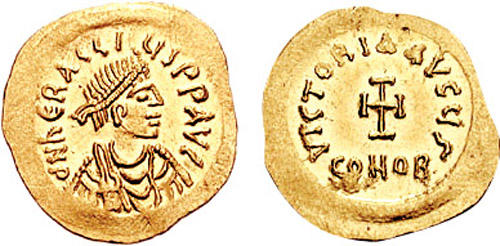
Tremisse de Heráclio r.

João (em latim: Ioannis) foi um oficial bizantino do século VII, ativo durante o reinado do imperador Heráclio (r. 610–641).

## Vida
João tem origens desconhecidas. Foi destinatário de várias cartas de Máximo, o Confessor, três delas (2, 3 e 4) datadas de antes de 626, uma (10) de 626 ou 630/634, duas (27 e 43) de 628/629, uma (12) de novembro ou dezembro de 641 e duas (44, 45) do começo de 642. Estava em Constantinopla com acesso aos imperadores no fim de 641 ou início de 642 quando Máximo escreveu-lhe sobre o prefeito pretoriano da África Jorge e procurou sua ajuda em nome de Jorge.
João talvez estava na capital em 628/629, quando recebeu a epístola 43 que alude ao fim da guerra com o Império Sassânida. Antes disso, João havia enviado um presente para o mosteiro de São Jorge em Cízico para quem Máximo enviou congratulações. Em 642, Máximo lhe recomendou Teocaristo. João é também citado como correspondente de Máximo numa carta dele ao sacerdote Estêvão. Das cartas enviadas a Constantino, quatro delas foram conhecidas pelo patriarca de Constantinopla Fócio.